# Камаганський рудник
Камаганський рудник — колишнє гірничодобувне підприємство в Башкортостані.
З другої половини 1940-х років на південному сході Башкирії велась розробка гігантського Сібайського мідноколчеданного родовища. Наприкінці 20 століття на тлі вичерпання запасів для підтримки завантаження Сібайської збагачувальної фабрики почали вводити в розробку малі родовища Сібайської групи. Зокрема, в 2001-му за 2,5 км північніше від Сібайського кар'єру почалась розробка мідно-цинкового Камаганського родовища (середній вміст міді та цинку в руді 2 % та 1,7 % відповідно), видобута на якому руда спрямовувалась на Сібайську збагачувальну фабрику.
Запаси руди родовища залягають на глибинах від 40 до 280 метрів, тому до 2008-го видобуток вели відкритим способом. Кар'єр досягнув глибини у 150 метрів та дозволив вилучити близько 3 млн тонн руди за проєктної потужності до 0,55 млн тонн на рік.
Відпрацювання розташованих глибше запасів в обсязі 2,2 млн тонн організували підземним способом, при цьому для підведення вентиляційної струї залучили виробітки Сібайського рудника, що дозволило відмовитись від встановлення у Камаганському кар'єрі вентиляційного обладнання. Станом на другу половину 2010-х проєктна потужність рудника становила 0,3 млн тонн на рік за фактичного видобутку в 0,2 млн тонн на рік.
На початку 2020-х років запаси Камганського родовища були вичерпані, при цьому в 2022-го зупинили і Сібайську фабрику (що за кілька років до того втратила поставки з Сібайського рудника, який були вимушені затопити через самозаймання сірчаних порід).